# أنخيل دي ماريا
أنخيل فابيان دي ماريا هيرنانديز (بالإسبانية: Ángel Di María؛ تلفظ بالإسبانية: /ˈaŋxel di maˈɾi.a/؛ مواليد 14 فبراير 1988) لاعب كرة قدم أرجنتيني يلعب في مركز الجناح و‌الوسط الهجومي مع نادي بنفيكا في الدوري البرتغالي الممتاز.
بعد أن بدأ مسيرته مع روزاريو سنترال، انتقل دي ماريا إلى البرتغال عام 2007 ليلعب مع بنفيكا، وانتقل إلى ريال مدريد بعد ثلاث سنوات بقيمة 25 مليون يورو. لعب دورًا رئيسيًا في فوز النادي بالدوري الإسباني 2011–12. بعد فوزه بدوري أبطال أوروبا مع ريال مدريد، وقع مع مانشستر يونايتد في 2014 مقابل رقم انتقال قياسية في بريطانيا تقدر بـ59.7 مليون جنيه إسترليني. بعد موسم صعب في أولد ترافورد، قرر دي ماريا الانضمام إلى باريس سان جيرمان مقابل 48.7 مليون جنيه إسترليني. في فرنسا، فاز دي ماريا بالدوري خمس مرات، و‌بالكأس خمس مرات، و‌بكأس الرابطة أربع مرات وساهم في وصول النادي إلى أول نهائي دوري أبطال في تاريخه. وانتقل إلى يوفنتوس الإيطالي في صيف 2022.
دي ماريا، وهو لاعب دولي رئيسي مع منتخب الأرجنتين منذ عام 2008، قد خاض أكثر من 100 مباراة دولية مع منتخب بلاده. سجل الهدف الذي منح منتخبه الفوز بالميدالية الذهبية في أولمبياد 2008، ومثلهم أيضًا في ثلاث بطولات في كأس العالم وخمس بطولات في كوبا أمريكا، ووصل إلى نهائي كأس العالم 2014، ونهائي كوبا أمريكا 2015، ونهائي كوبا أمريكا المئوية. وساهم في تتويج منتخب بلاده بكوبا أمريكا 2021 وسجل الهدف الوحيد في النهائي.

## النشأة
ولد دي ماريا في 14 فبراير 1988 في روساريو، سانتا في في، كواحد من ثلاثة أطفال لميغيل وديانا، ونشأ في بيردريل. عندما كان رضيعًا، كان نشطًا بشكل غير عادي، وبناءً على توصية من طبيب تم تسجيله في كرة القدم في سن الثالثة. كما ساعد والديه في عملهما في ساحة فحم محلية مع شقيقتيه فانيسا وإيفلين. بسبب الدخل المنخفض الذي تكسبه عائلته، كان شراء أحذية كرة القدم ومواكبة هواية دي ماريا أمرًا صعبًا على والديه. يعتبر نفسه «رجل عائلة» وقد استخدم مبلغًا كبيرًا من راتبه لرده إلى أسرته. بعد انتقاله إلى بنفيكا، طلب من والده عدم العمل بعد الآن واشترى منزلًا لوالديه وشقيقاته.

## مسيرته الكروية

### روزاريو سنترال
في الرابعة من عمره، انضم دي ماريا إلى روزاريو سنترال.
شارك دي ماريا أول مباراة احترافية له في 14 ديسمبر 2005 في المباراة النهائية لروزاريو في Apertura، بالتعادل 2–2 أمام إنديبندينتي، حيث دخل كبديل عن إميليانو فيشيو سجل لأول مرة في 24 نوفمبر 2006 في الموسم التالي في Apertura في الفوز 4–2 على أرضه ضد كويلمس، بعد دقيقة واحدة دخوله كبديل عن ليوناردو بورزاني في الشوط الأول. بعد اللعب في كأس العالم تحت 20 سنة 2007 في كندا، قدم بوكا جونيورز عرضًا بقيمة 6.5 مليون دولار أمريكي له. كما تم الاتصال به من قبل نادي أرسنال الإنجليزي، وهي خطوة فشلت بسبب القواعد الصارمة للمملكة المتحدة بشأن إصدار تصاريح العمل للاعبين من خارج الاتحاد الأوروبي.

### بنفيكا

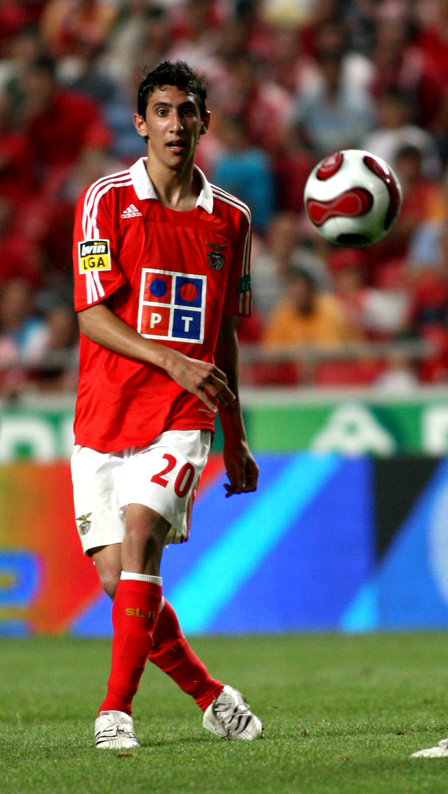
دي ماريا مع بنفيكا عام 2007

تم انتقال دي ماريا إلى نادي بنفيكا البرتغالي في يوليو 2007، حيث لعب كجناح. دفع بنفيكا لروزاريو سنترال 6 ملايين يورو مقابل 80٪ من حقوقه الرياضية و 50٪ من الحقوق الرياضية لأندريس دياز. في وقت لاحق، في أغسطس 2008، دفع النادي البرتغالي مليوني يورو إضافية مقابل 20٪ المتبقية، لكنه أعاد بيع 10٪ إلى شركة GestiFute. تم التوقيع مع دي ماريا كبديل لقائد بنفيكا المغادر، سيماو، الذي انضم إلى أتلتيكو مدريد في وقت سابق من ذلك الصيف.
وقع دي ماريا عقدًا جديدًا مع بنفيكا في أكتوبر 2009، مضيفًا ثلاث سنوات أخرى لعقده الحالي، والتي كانت ستبقيه إلي حتى 30 يونيو 2015 مع تحديد رسوم شرط جزائي بحد أدنى 40 مليون يورو. في وقت لاحق من ذلك الشهر، دعمه دييغو مارادونا ليصبح «نجم الأرجنتين القادم».
في 27 فبراير 2010، سجل دي ماريا أول هاتريك له في فوز كلاسيكي 4–0 ضد ليتشويس. في اليوم التالي، تصدر عناوين الصحف باسم «ماجيك تري ماريا» في جميع الصحف الرياضية في البرتغال.

### ريال مدريد
في 28 يونيو 2010، نشر ريال مدريد على موقعه على الإنترنت أنه قد توصل إلى اتفاق مع بنفيكا بشأن انتقال دي ماريا. وقع عقدًا مدته خمس سنوات بقيمة 25 مليون يورو، بالإضافة إلى 11 مليون يورو على شكل حوافز، كما أعلن بعد ذلك بيوم من قبل الهيئة المنظمة لبورصة الأوراق المالية البرتغالية. في 7 يوليو 2010، وصل دي ماريا إلى مدريد مباشرة من بوينس آيرس، واجتاز الاختبار الطبي في 8 يوليو.

### مانشستر يونايتد
في 26 أغسطس 2014، وقع دي ماريا صفقة لمدة خمس سنوات مع مانشستر يونايتد مقابل رسوم انتقال بلغت 59.7 مليون جنيه إسترليني، وهي واحدة من أغلى الانتقالات على الإطلاق وأعلى رسوم دفعها أي نادٍ بريطاني في ذلك الوقت. ورث القميص رقم 7 في يونايتد، والذي كان يرتديه في السابق أساطير النادي مثل جورج بست وبراين روبسون وإيريك كانتونا وديفيد بيكهام وزميله السابق في ريال مدريد كريستيانو رونالدو.

### باريس سان جيرمان

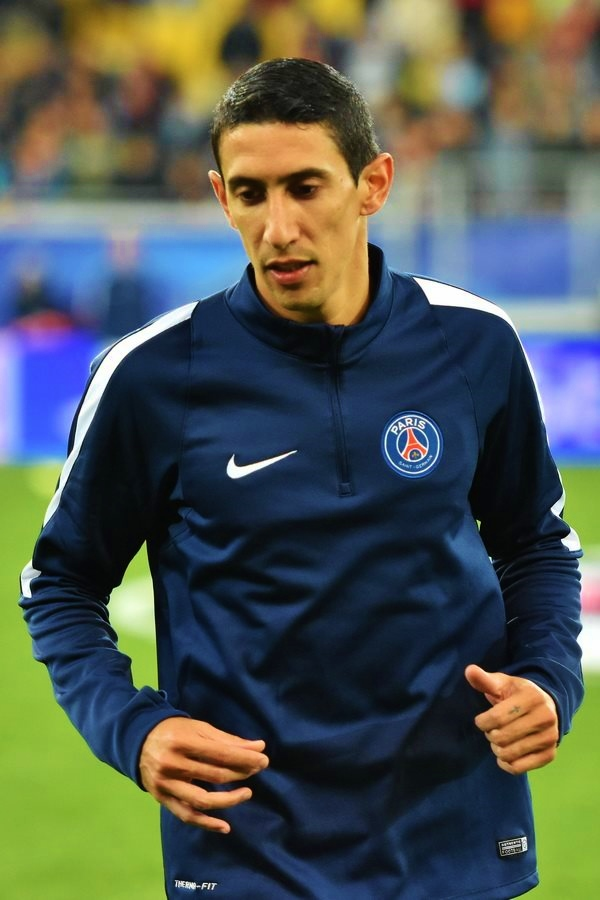
دي ماريا مع باريس سان جيرمان في 2015

في 25 يوليو 2015، رفض دي ماريا في الصعود على متن رحلة إلى الولايات المتحدة للانضمام إلى جولة مانشستر يونايتد التمهيدية كما هو مقرر، حيث قال المدير الفني لويس فان خال إنه «لا يعرف السبب». في 2 أغسطس، ورد أن دي ماريا سيخضع لفحص طبي قبل انتقاله إلى باريس سان جيرمان، وبعد أربعة أيام، أكد مانشستر يونايتد أنه قد تم بيعه إلى بطل فرنسا مقابل رسوم غير معلنة، يُعتقد أنها بلغت حوالي 44 مليون جنيهًا إسترلينيًا، ووقع عقد لمدة أربع سنوات.

#### 2015–16
لعب دي ماريا أول مباراة له مع النادي الفرنسي يوم 30 أغسطس ضد نادي موناكو ودخل في الدقيقة 66 كبديل للوكاس مورا ومرر تمريرة حاسمة لمواطنه وزميله في الفريق آنذاك إزيكييل لافيتزي لتنتهي المباراة بنتيجة 3–0 في ملعب لويس الثاني. في 15 سبتمبر، سجل دي ماريا هدفه الأول مع باريس سان جيرمان في أول مشاركة له في دوري أبطال أوروبا مع النادي، بفوزه 2–0 ضد مالمو على بارك دي برينس. بعد سبعة أيام، سجل هدفه الأول في الدوري الفرنسي عندما هزم باريس سان جيرمان غانغون 3–0. في 23 أبريل 2016، سجل دي ماريا هدف الفوز لباريس سان جيرمان في نهائي كأس الرابطة الفرنسية 2016 ضد ليل على ملعب فرنسا.
أنهى دي ماريا موسم 2015–16 محطمًا الرقم القياسي لأكبر عدد تمريراتٍ حاسمة في موسم واحد في الدوري الفرنسي ب18 تمريرةٍ حاسمة.

#### 2016–17
في مباراة دور المجموعات لدوري أبطال أوروبا 2016–17 على أرضه ضد بازل في 19 أكتوبر 2016، سجل دي ماريا الهدف الافتتاحي في الدقيقة 40 بفوز باريس سان جيرمان 3–0 ليسجل هدفه الأول هذا الموسم. في 19 نوفمبر، افتتح التسجيل بهدفه الأول في الدوري الفرنسي لهذا الموسم بفوزه 2–0 على أرضه ضد نانت.
في 14 فبراير 2017، سجل هدفين ليقود باريس سان جيرمان للفوز على برشلونة 4–0 في ذهاب دور الـ16 لدوري أبطال أوروبا على بارك دي برينس. في 1 أبريل، سجل في فوز باريس سان جيرمان 4–1 على موناكو في نهائي كأس فرنسا 2017.

#### 2017–18
في 8 مايو 2018، لعب دور فوز باريس سان جيرمان 2–0 ضد ليه هيربيرس لينتزع كأس فرنسا 2017–18.

#### 2018–19
في مباراة الذهاب من دور الـ16 من دوري أبطال أوروبا لفريقه ضد مانشستر يونايتد، تعرض دي ماريا لإصابة خطيرة بعد تدخل من أشلي يونغ. ومع ذلك، رفض استبداله، وفي اللحظات الأخيرة من المباراة، صنع هدف كيليان مبابي.

### يوفنتوس
في 8 يوليو 2022، أعلن نادي يوفنتوس عن تعاقده مع دي ماريا في صفقة انتقال حر مدتها عام واحد.

## مسيرته الدولية

### الشباب
في عام 2007، تم اختيار دي ماريا للعب مع منتخب الأرجنتين تحت 20 سنة. توج في بطولة كوبا أمريكا تحت 20 سنة 2007 في باراغواي. في عام 2007، تم استدعاؤه للمشاركة في كأس العالم تحت 20 سنة 2007 في كندا. فازوا بالبطولة مع تسجيل دي ماريا لثلاثة أهداف في هذه البطولة.
في 28 يناير 2008، تم استدعاء دي ماريا وبعض زملائه في المنتخب تحت 20 سنة لتشكيلة الأرجنتين المشاركة في أولمبياد بكين 2008. وسجل هدف الفوز في الوقت الإضافي بتمريرة من ليونيل ميسي في الدقيقة 105 من فوز فريقه 2–1 في ربع النهائي على هولندا. في 23 أغسطس، سجل دي ماريا هدف الفوز في المباراة بالدقيقة 57 من فوز الأرجنتين 1–0 على نيجيريا ليفوز بالميدالية الذهبية الأولمبية الثانية على التوالي في المباراة النهائية للبطولة الأولمبية.

### المنتخب الأول

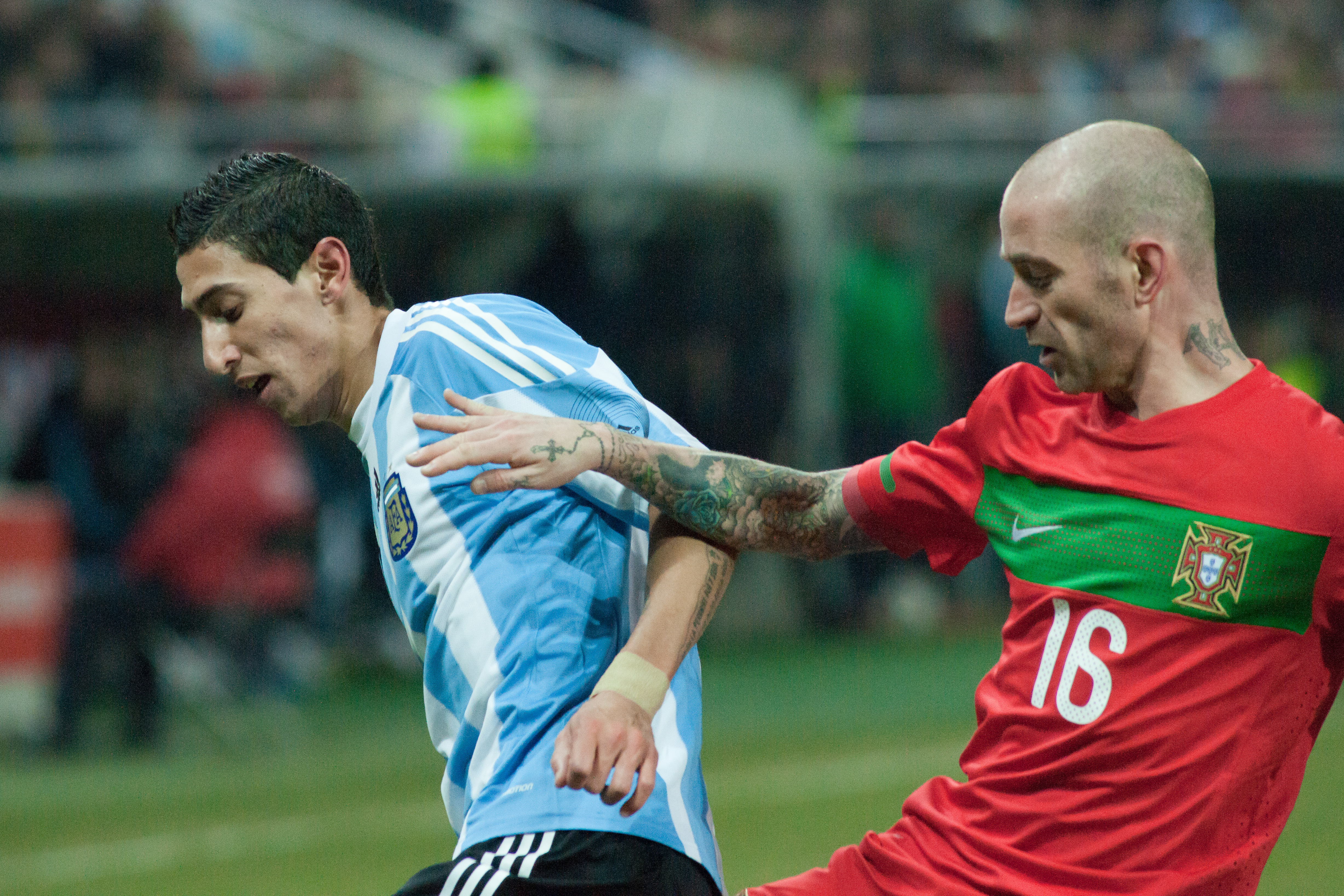
دي ماريا (يسار) وراؤول ميريلس (يمين) يتنافسان على الكرة خلال مباراة ودية بين الأرجنتين والبرتغال في 9 فبراير 2011.

في 6 سبتمبر 2008، شارك دي ماريا لأول مرة مع منتخب الأرجنتين الأول في مباراة ضد باراغواي.

#### كأس العالم 2010
في 19 مايو 2010، تم اختيار دي ماريا من قبل المدرب الأرجنتيني دييغو مارادونا كواحد من 23 لاعبا في الفريق للمشاركة في كأس العالم 2010 في جنوب أفريقيا. في فوز الأرجنتين الودي 5–0 على كندا في 24 مايو، سجل دي ماريا هدفه الدولي الأول على الإطلاق، حيث سجل من خارج منطقة الجزاء. ساعد الفريق في الوصول إلى ربع النهائي، ولعب في جميع مباريات الأرجنتين الخمس وشارك كأساسي في أربعة منها.
بعد كأس العالم، في 11 أغسطس 2010، سجل دي ماريا على ملعب أفيفا الجديد في دبلن في مباراة ودية ضد جمهورية أيرلندا حيث فازت الأرجنتين بنتيجة 0–1.

#### كوبا أمريكا 2011
شارك دي ماريا في ثلاث مباريات خلال بطولة كوبا أمريكا 2011، وسجل هدف واحد في هزيمة كوستاريكا 3–0 في دور المجموعات.

#### كأس العالم 2014
لعب دي ماريا 12 مباراة خلال تصفيات كأس العالم 2014، وتم اختياره في تشكيلة الأرجنتين لنهائيات البطولة. في مباراة الأرجنتين في دور الـ16 ضد سويسرا، سجل دي ماريا الهدف الوحيد في المباراة بعد 118 دقيقة من تمريرة حاسمة من ليونيل ميسي. خلال مباراة ربع النهائي ضد بلجيكا، عانى دي ماريا من تمزق عضلي في الفخذ وتم نقله لاحقًا من الملعب. وأُعلن لاحقًا بعد المباراة أن دي ماريا سيغيب عن بقية البطولة بسبب الإصابة. كان قد ساعد سابقًا في صنع هدف غونزالو هيغواين الوحيد في المباراة، والذي أرسل الأرجنتين إلى الدور نصف النهائي. أنهت الأرجنتين البطولة كوصيف لألمانيا.
في 11 يوليو، تم اختيار دي ماريا في القائمة المختصرة المكونة من عشرة لاعبين لجائزة الكرة الذهبية لأفضل لاعب في البطولة.
في 3 سبتمبر 2014، في مباراة ودية خارج أرضه ضد ألمانيا بطلة العالم، لعب دي ماريا دورًا في جميع أهداف الأرجنتين الأربعة في فوز 2–4، حيث صنع ثلاثة أهداف وسجل هدف واحد.

#### كوبا أمريكا 2015
في 28 مايو 2015، تم اختيار دي ماريا في تشكيلة الأرجنتين المشاركة في كوبا أمريكا 2015. في 6 يونيو، تم اختياره لقيادة الفريق في غياب ليونيل ميسي لمباراة الإحماء ضد بوليفيا، وسجل هدفين في الفوز 5–0. بعد أسبوع، في المباراة الافتتاحية للبطولة ضد باراغواي في لا سيرينا، كسب دي ماريا ركلة جزاء سجلها ميسي في مباراة التعادل 2–2. في 30 يونيو، سجل هدفين وصنع هدفًا لسيرخيو أغويرو، حيث هزمت الأرجنتين باراغواي 6–1 لتصل إلى النهائي. وتم استبداله بسب إصابته في أوتار الركبة في أول نصف ساعة من المباراة النهائية أمام مضيفه تشيلي، والتي خسرها فريقه بركلات الترجيح بعد التعادل السلبي.

#### كوبا أمريكا المئوية
في مباراة الأرجنتين الافتتاحية لبطولة كوبا أمريكا المئوية في 6 يونيو 2016، وكإعادة لمباراة نهائي البطولة السابقة ضد حامل اللقب تشيلي، سجل دي ماريا الهدف الافتتاحي للمباراة، ولاحقًا صنع هدف إيفر بانيغا في الفوز 2–1. أهدأ دي ماريا الهدف لجدته التي توفيت مؤخرًا. في مباراة المجموعات الثانية لبلاده، ضد بنما في 10 يونيو، صنع هدف نيكولاس أوتامندي الافتتاحي، لكنه أُجبر لاحقًا على الخروج بسبب الإصابة. فازت الأرجنتين بالمباراة 5–0. غاب عن بقية البطولة بسبب الإصابة حيث وصلت الأرجنتين إلى نهائي كوبا أمريكا للمرة الثانية على التوالي، وخسرت مرة أخرى أمام تشيلي بركلات الترجيح، بعد التعادل 0–0.

#### كأس العالم 2018
شارك دي ماريا في 18 مباراة في تصفيات كأس العالم 2018. في 22 مايو 2018، تم اختيار دي ماريا في قائمة مكونة من 23 لاعباً من قبل المدير الفني خورخي سامباولي للمشاركة في كأس العالم 2018 في روسيا. في 30 يونيو، سجل هدفًا بعيد المدى ضد فرنسا في الهزيمة 4–3 والتي شهدت خروج الأرجنتين من كأس العالم في دور الـ16.

#### كوبا أمريكا 2019
في 21 مايو 2019، تم ضمه إلى تشكيلة الأرجنتين النهائية المكونة من 23 لاعباً من قبل ليونيل سكالوني للمشاركة في كوبا أمريكا 2019. في 21 يونيو، صنع الهدف الوحيد في المباراة الذي سجله بابو غوميز في مباراة الأرجنتين الثالثة بالمجموعة ضد منتخب الباراغواي؛ سمحت النتيجة لفريقه بالتأهل إلى ربع النهائي.

#### كأس الأبطال كونميبول–يويفا
في 1 يونيو 2022، سجل دي ماريا الهدف الثاني للأرجنتين في المباراة التي أنتجت عن فوزهم 3–0 على حامل اللقب -إيطاليا- في بطولة أمم أوروبا على ملعب ويمبلي في نهائي فيناليسيما 2022.

#### كأس العالم 2022
في 11 نوفمبر 2022، تم اختيار دي ماريا في التشكيلة النهائية لكأس العالم لكرة القدم 2022 في قطر. في 26 نوفمبر، سجل تمريرة حاسمة ساهمت في هدف ميسي الافتتاحي في مباراة الأرجنتين الثانية في مرحلة المجموعات، والتي انتهت بفوزهم 2–0 على المكسيك. في 18 ديسمبر، سجل دي ماريا الهدف الثاني لفريقه ضد فرنسا في المباراة النهائية وكانت الأرجنتين متقدمة بهدفين، إلا أن المنتخب الفرنسي عادله بالدقائق الأخيرة 3-3 مع الشوطين الإضافيين، ما جعل المباراة تنتهي بركلات الترجيح. هزمت الأرجنتين منتخب فرنسا 4–2 بركلات الترجيح، معلنين انتهاء بطولة كأس العالم 2022 ومنتخب الأرجنتين بطلًا لها.
موعد اعتزاله الدولي
وفي 23 نوفمبر 2023 أعلن  أنه سيعتزل دوليًا بعد انتهاء "كوبا أميركا 2024".

## حياته الشخصية
يلقب دي ماريا بـ "Fideo"، وهو ما يعني «المعكرونة» بالإسبانية، بسبب جسده النحيف. يحمل جواز سفر إيطاليًا لأنه من أصول إيطالية.
تزوج من رفيقته الأرجنتينية جورجلينا (ني كاردوسو) في عام 2011. لديهما ابنة، بيا، التي ولدت قبل موعدها بثلاثة أشهر ونجت بعد العلاج في وحدة العناية المركزة في مستشفى يونيفيرسيتاريو مونتبرينسيبي في مدريد.
تعرض منزل دي ماريا في برستبوري، تشيشير، لمحاولة سطو في 31 يناير 2015.

## الإحصائيات

### النادي
آخر تحديث 18 أغسطس 2020.
| النادي           | الموسم   | الدوري            | الدوري | الدوري  | الكأس الوطني | الكأس الوطني | كأس الدوري | كأس الدوري | قاري   | قاري    | أخرى   | أخرى    | المجموع | المجموع |
| النادي           | الموسم   | الدرجة            | الظهور | الأهداف | الظهور       | الأهداف      | الظهور     | الأهداف    | الظهور | الأهداف | الظهور | الأهداف | الظهور  | الأهداف |
| ---------------- | -------- | ----------------- | ------ | ------- | ------------ | ------------ | ---------- | ---------- | ------ | ------- | ------ | ------- | ------- | ------- |
| روزاريو سنترال   | 2005–06  | الدوري الأرجنتيني | 10     | 0       | 0            | 0            | —          | —          | 4      | 0       | 0      | 0       | 14      | 0       |
| روزاريو سنترال   | 2006–07  | الدوري الأرجنتيني | 25     | 6       | 0            | 0            | —          | —          | 0      | 0       | 0      | 0       | 25      | 6       |
| روزاريو سنترال   | المجموع  | المجموع           | 35     | 6       | 0            | 0            | —          | —          | 4      | 0       | 0      | 0       | 39      | 6       |
| بنفيكا           | 2007–08  | الدوري البرتغالي  | 26     | 0       | 5            | 0            | 3          | 0          | 10     | 1       | 0      | 0       | 44      | 1       |
| بنفيكا           | 2008–09  | الدوري البرتغالي  | 24     | 2       | 1            | 0            | 5          | 1          | 5      | 1       | 0      | 0       | 35      | 4       |
| بنفيكا           | 2009–10  | الدوري البرتغالي  | 26     | 5       | 1            | 0            | 4          | 1          | 14     | 4       | 0      | 0       | 45      | 10      |
| بنفيكا           | المجموع  | المجموع           | 76     | 7       | 7            | 0            | 12         | 2          | 29     | 6       | 0      | 0       | 124     | 15      |
| ريال مدريد       | 2010–11  | الدوري الإسباني   | 35     | 6       | 8            | 0            | —          | —          | 10     | 3       | 0      | 0       | 53      | 9       |
| ريال مدريد       | 2011–12  | الدوري الإسباني   | 23     | 5       | 2            | 0            | —          | —          | 7      | 2       | 2      | 0       | 34      | 7       |
| ريال مدريد       | 2012–13  | الدوري الإسباني   | 32     | 7       | 9            | 2            | —          | —          | 11     | 0       | 2      | 1       | 54      | 10      |
| ريال مدريد       | 2013–14  | الدوري الإسباني   | 34     | 4       | 7            | 4            | —          | —          | 11     | 3       | 0      | 0       | 52      | 11      |
| ريال مدريد       | 2014–15  | الدوري الإسباني   | 0      | 0       | 0            | 0            | —          | —          | 0      | 0       | 1      | 0       | 1       | 0       |
| ريال مدريد       | المجموع  | المجموع           | 124    | 22      | 26           | 6            | —          | —          | 39     | 8       | 5      | 1       | 194     | 37      |
| مانشستر يونايتد  | 2014–15  | الدوري الإنجليزي  | 27     | 3       | 5            | 1            | 0          | 0          | —      | —       | 0      | 0       | 32      | 4       |
| باريس سان جيرمان | 2015–16  | الدوري الفرنسي    | 29     | 10      | 4            | 0            | 4          | 2          | 10     | 3       | 0      | 0       | 47      | 15      |
| باريس سان جيرمان | 2016–17  | الدوري الفرنسي    | 29     | 6       | 3            | 1            | 3          | 3          | 7      | 4       | 1      | 0       | 43      | 14      |
| باريس سان جيرمان | 2017–18  | الدوري الفرنسي    | 30     | 11      | 6            | 7            | 4          | 2          | 5      | 1       | 0      | 0       | 45      | 21      |
| باريس سان جيرمان | 2018–19  | الدوري الفرنسي    | 30     | 12      | 4            | 3            | 2          | 0          | 8      | 2       | 1      | 2       | 45      | 19      |
| باريس سان جيرمان | 2019–20  | الدوري الفرنسي    | 26     | 8       | 2            | 0            | 3          | 1          | 8      | 3       | 1      | 1       | 40      | 13      |
| باريس سان جيرمان | المجموع  | المجموع           | 144    | 47      | 19           | 11           | 16         | 8          | 38     | 13      | 3      | 3       | 220     | 82      |
| الإجمالي         | الإجمالي | الإجمالي          | 406    | 85      | 57           | 18           | 28         | 10         | 110    | 27      | 8      | 4       | 609     | 144     |

1. 1 2 3  المباريات في كأس السوبر الإسباني
2. 1 2 3  المباريات في كأس الأبطال الفرنسي

### المنتخب
| المنتخب   | العام   | الظهور | الأهداف |
| --------- | ------- | ------ | ------- |
| الأرجنتين | 2008    | 1      | 0       |
| الأرجنتين | 2009    | 5      | 0       |
| الأرجنتين | 2010    | 11     | 2       |
| الأرجنتين | 2011    | 10     | 3       |
| الأرجنتين | 2012    | 8      | 3       |
| الأرجنتين | 2013    | 9      | 1       |
| الأرجنتين | 2014    | 13     | 2       |
| الأرجنتين | 2015    | 13     | 4       |
| الأرجنتين | 2016    | 12     | 3       |
| الأرجنتين | 2017    | 10     | 1       |
| الأرجنتين | 2018    | 5      | 1       |
| الأرجنتين | 2019    | 5      | 0       |
| الأرجنتين | 2020    | 2      | 0       |
| الأرجنتين | 2021    | 14     | 2       |
| الأرجنتين | 2022    | 11     | 6       |
| الأرجنتين | 2023    | 7      | 1       |
| الأرجنتين | 2024    | 9      | 2       |
| المجموع   | المجموع | 145    | 31      |

### الأهداف الدولية
| #   | التاريخ        | المكان                                                        | الخصم                    | الهدف | النتيجة               | المسابقة               |
| --- | -------------- | ------------------------------------------------------------- | ------------------------ | ----- | --------------------- | ---------------------- |
| 1.  | 24 مايو 2010   | ملعب مونومنتال أنتونيو فيسبوسيو ليبرتي، بوينس آيرس، الأرجنتين | كندا                     | 3–0   | 5–0                   | ودية                   |
| 2.  | 11 أغسطس 2010  | ملعب أفيفا، دبلن، جمهورية أيرلندا                             | جمهورية أيرلندا          | 1–0   | 1–0                   | ودية                   |
| 3.  | 9 فبراير 2011  | ملعب جنيف، كاروج، سويسرا                                      | البرتغال                 | 1–0   | 2–1                   | ودية                   |
| 4.  | 11 يوليو 2011  | ملعب ماريو ألبيرتو كيمبس، قرطبة، الأرجنتين                    | كوستاريكا                | 3–0   | 3–0                   | كوبا أمريكا 2011       |
| 5.  | 6 أغسطس 2011   | ملعب بانغاباندو الوطني، دكا، بنغلاديش                         | نيجيريا                  | 2–0   | 3–1                   | ودية                   |
| 6.  | 2 يونيو 2012   | ملعب مونومنتال أنتونيو فيسبوسيو ليبرتي، بوينس آيرس، الأرجنتين | الإكوادور                | 4–0   | 4–0                   | تصفيات كأس العالم 2014 |
| 7.  | 15 أغسطس 2012  | كومرتسبانك أرينا، فرانكفورت، ألمانيا                          | ألمانيا                  | 3–0   | 3–1                   | ودية                   |
| 8.  | 7 سبتمبر 2012  | ملعب ماريو ألبيرتو كيمبس، قرطبة، الأرجنتين                    | باراغواي                 | 1–0   | 3–1                   | تصفيات كأس العالم 2014 |
| 9.  | 10 سبتمبر 2013 | ملعب ديفنسوريس دل تشاكو، أسونسيون، باراغواي                   | باراغواي                 | 1–0   | 3–1                   | تصفيات كأس العالم 2014 |
| 10. | 1 يوليو 2014   | أرينا كورينثيانز، ساو باولو، البرازيل                         | سويسرا                   | 1–0   | 1–0                   | كأس العالم 2014        |
| 11. | 3 أغسطس 2014   | إسبريت أرينا، دوسلدورف، ألمانيا                               | ألمانيا                  | 4–0   | 4–2                   | ودية                   |
| 12. | 6 يونيو 2015   | ملعب سان خوان ديل بايكينتيناريو، سان خوان، الأرجنتين          | بوليفيا                  | 1–0   | 5–0                   | ودية                   |
| 13. | 6 يونيو 2015   | ملعب سان خوان ديل بايكينتيناريو، سان خوان، الأرجنتين          | بوليفيا                  | 5–0   | 5–0                   | ودية                   |
| 14. | 30 يونيو 2015  | ملعب كونثبثيون البلدي، كونثبثيون، تشيلي                       | باراغواي                 | 3–1   | 6–1                   | كوبا أمريكا 2015       |
| 15. | 30 يونيو 2015  | ملعب كونثبثيون البلدي، كونثبثيون، تشيلي                       | باراغواي                 | 4–1   | 6–1                   | كوبا أمريكا 2015       |
| 16. | 24 مارس 2016   | ملعب خوليو مارتينيز برادانوس الوطني، سانتياغو، تشيلي          | تشيلي                    | 1–1   | 2–1                   | تصفيات كأس العالم 2018 |
| 17. | 7 يونيو 2016   | ملعب ليفاي، مقاطعة سانتا كلارا، الولايات المتحدة              | تشيلي                    | 1–0   | 2–1                   | كوبا أمريكا المئوية    |
| 18. | 15 نوفمبر 2016 | ملعب سان خوان ديل بايكينتيناريو، سان خوان، الأرجنتين          | كولومبيا                 | 3–0   | 3–0                   | تصفيات كأس العالم 2018 |
| 19. | 13 يونيو 2017  | الملعب الوطني، كالانغ، سنغافورة                               | سنغافورة                 | 6–0   | 6–0                   | ودية                   |
| 20. | 30 يونيو 2018  | كازان أرينا، قازان، روسيا                                     | فرنسا                    | 1–1   | 3–4                   | كأس العالم 2018        |
| 21. | 10 يوليو 2021  |                                                               | البرازيل                 | 1–0   | 1–0                   | كوبا أمريكا 2021       |
| 22. | 12 نوفمبر 2021 |                                                               | الأوروغواي               | 1–0   | 1–0                   | تصفيات كأس العالم 2022 |
| 23. | 27 يناير 2022  |                                                               | تشيلي                    | 1–0   | 2–1                   | تصفيات كأس العالم 2022 |
| 24. | 25 مارس 2022   |                                                               | فنزويلا                  | 2–0   | 3–0                   | تصفيات كأس العالم 2022 |
| 25. | 1 يونيو 2022   | ملعب ويمبلي، لندن، إنجلترا                                    | إيطاليا                  | 2–0   | 3–0                   | فيناليسيما 2022        |
| 26. | 16 نوفمبر 2022 |                                                               | الإمارات العربية المتحدة | 2–0   | 5–0                   | ودية                   |
| 27. | 16 نوفمبر 2022 | 3–0                                                           | الإمارات العربية المتحدة |       | 5–0                   | ودية                   |
| 28. | 18 ديسمبر 2022 | استاد لوسيل، لوسيل، قطر                                       | فرنسا                    | 2–0   | 3–3 (ب.و.إ.) (4–2 ج.) | كأس العالم 2022        |

المصدر:

## الإنجازات
بنفيكا
- الدوري البرتغالي: 2009–10
- كأس السوبر البرتغالي: 2009، 2010 . 2022

 ريال مدريد
- الدوري الإسباني: 2011–12
- كأس السوبر الإسباني: 2012
- كأس ملك إسبانيا: 2010–11، 2013–14
- دوري أبطال أوروبا: 2013–14
- كأس السوبر الأوروبي: 2014

 باريس سان جيرمان
- الدوري الفرنسي: 2015–16، 2017–18،[82] 2018–19،[83] 2019–20[84] 2021–22
- كأس فرنسا: 2015–16، 2016–17، 2017–18،[85] 2019–20[86]، 2020-21
- كأس الرابطة الفرنسية: 2015–16، 2016–17، 2017–18، 2019–20
- كأس الأبطال الفرنسي: 2016، 2018،[87] 2019،[88] 2021

 الأرجنتين تحت 23 سنة
- الميدالية الذهبية الأولمبية: 2008

 الأرجنتين
- كأس العالم
  - البطل: 2022
  - الوصيف: 2014
- كوبا أمريكا: 2021، 2024. الوصيف: 2015،[89] 2016
- كأس الأبطال كونميبول–يويفا: 2022[90]

الفردية
- الدوري البرتغالي الممتاز: لاعب الشهر أبريل 2010
- فريق الموسم لدوري أبطال أوروبا: 2013–14
- كأس العالم 2014: فريق الأحلام
- لاعب العام في الأرجنتين: 2014
- جائزة اليويفا لأفضل فريق: 2014[91]
- فيفبرو: 2014
- فريق العام من قبل وسائل الإعلام الرياضية الأوروبية: 2015–16
- الاتحاد الوطني للاعبي كرة القدم المحترفين فريق الموسم للدوري الفرنسي: 2015–16،[92] 2018–19[93]
- الاتحاد الوطني للاعبي كرة القدم المحترفين لاعب الشهر في الدوري الفرنسي: ديسمبر 2015

## وصلات خارجية
- أنخيل دي ماريا على موقع الاتحاد الدولي (مؤرشف)  (الإنجليزية)
- أنخيل دي ماريا على موقع الاتحاد الأوربي (الإنجليزية)
- أنخيل دي ماريا على موقع إي إس بي إن إف سي (الإنجليزية)
- أنخيل دي ماريا على موقع قاعدة بيانات كرة القدم.إي يو (الإنجليزية)
- أنخيل دي ماريا على موقع ليكيب (الفرنسية)
- أنخيل دي ماريا على موقع ناشيونال فوتبول تيمز (الإنجليزية)
- أنخيل دي ماريا على موقع Soccerbase.com (لاعب) (الإنجليزية)
- أنخيل دي ماريا على موقع Soccerway.com (الإنجليزية)
- أنخيل دي ماريا على موقع عالم كرة القدم.نت (الإنجليزية)
- أنخيل دي ماريا على موقع كووورة